# Chlístov, Benešov
Chlístov là một làng thuộc huyện Benešov, vùng Středočeský, Cộng hòa Séc.